# Park-šuma Dankovečka šuma
Park-šuma Dankovečka šuma, park-šuma u Hrvatskoj i jedna od 17 park-šuma na prostoru Grada Zagreba. Nalazi se na padinama Medvednice kod Dankovca. Ukupna površina ove park-šume iznosi 209,30 ha, od čega na šume odpada 192 ha, od čega je svega 7,48 ha državnih šuma, a preostalih 184,52 ha odnosi se na privatne šume. Prosječna drvna masa iznosi 143,29 m3/ha, a prirast 6,64 mVha. Sastojine su pretežno niskog uzgojnog oblika ili panjače, sastavljene od hrasta kitnjaka i običnog graba, srednjodobne, u kojima je u državnim šumama propisana ophodnja od 100 godina. Sastojine treba njegovati proredom uz forsiranje stabala iz sjemena i kvalitetnih stabala kitnjaka iz panja. Postoje i bagremove sastojine u razvojnom stadiju koljika, kojima treba produžiti ophodnju te ih postupno konvertirati u kitnjakove sastojine. Privatne šume zahtijevaju kompleksne radove na njezi i istovremenoj obnovi, po mogućnosti autoktonim klimatogenim vrstama drveća.
Državnih šuma je 7,41 ha, privatnih 184,52 ha, ostalih površina 17,30 ha. Prosječna drvna zaliha je 143,29 prostornih metara po hektaru. Prosječni godišnji tečajni prirast je 6,64 prostornih metara po hektaru.